# Thrypticus violaceus
Thrypticus violaceus är en tvåvingeart som beskrevs av Van Duzee 1927. Thrypticus violaceus ingår i släktet Thrypticus och familjen styltflugor.
Artens utbredningsområde är Florida. Inga underarter finns listade i Catalogue of Life.